# Lista de jornais da Islândia
Esta é uma lista de jornais da Islândia.

## Em circulação
- Morgunblaðið (fundação:1913)
- Fréttablaðið (fundação:2001)
- DV
- The Reykjavík Grapevine
- Viðskiptablaðið
- Vikudagur

## Antigos
- 24 Stundir (também conhecido como Blaðið)
- Alþýðublaðið (Social-democrata)
- Dagblaðið (fundação:1975)
- Dagur (sobre produção agrícola)
- Eintak
- Helgarpósturinn
- Ísafold
- Pressan
- Þjóðviljinn (socialista 1936—1992)
- Tíminn
- Vikublaðið
- Vísir